# Hakim Bey
Peter Lamborn Wilson, poznatiji po svom pseudonimu Hakim Bay (Baltimore, 1945. — Saugerties, New York), 22. svibnja 2022. politički je publicist, pisac i pjesnik, najpoznatiji po svom konceptu "privremenih autonomnih zona" (eng. Temporary Autonomous Zones, skraćeno TAZ) utemeljenima na piratskim utopijama, koji je snažno utjecao na suvremeni skvoterski pokret i pokret ilegalnih rave partyja početkom 1990-ih godina. Urednik je izdavačke kuće Autonomedia iz New Yorka.
Pisanje Hakima Beya ne spada u neku određenu teorijsku školu niti akademsku disciplinu, a on ga sam naziva "poetskim terorizmom". Hakima Beya često nazivaju "postmodernim anarhistom", uglavnom zbog njegovog nesustavnog načina pisanja, a on o sebi ponekad govori kao o "postsituacionističkom anarhistu". Po njegovom mišljenju, anarhist je osoba posvećena maksimiziranju društvenih odnosa u kojima nema vlasti, a vlast je prema njemu: "strukturirani odnos među ljudima u kojem je moć nejednako raspodijeljena tako da je kreativni život jednog reduciran u korist drugog". Vlast se, dakle, može javiti i u vrlo malim socijalnim jedinicama kao što je obitelj, ili "neformalnim" kao što je slučajan susret susjeda na ulici, dok se ne mora javiti u puno većim skupinama poput pobunjene gomile ili ljudi zajedničkog hobija.
Bey se osvrće i na proces "kartografiranja Zemlje" koji je završen krajem 19. stoljeća, kada su i posljednji komadić planeta zauzele nacionalne države i pita se:
On ipak nalazi da nije sve tako crno i da su slobodni odnosi, bez vlasti, itekako prisutni u svakodnevnom životu, a mogu biti i još prisutniji ako se čovjek bude svjesno trudio da ih razvija. Prema Bayu, svatko tko je ikad otišao s prijateljima na izlet u prirodu, zna što je anarhija.

## Prevedene knjige i tekstovi
- Privremene autonomne zone  Arhivirana inačica izvorne stranice od 10. ožujka 2007. (Wayback Machine), pristupljeno 12. veljače 2014.
- Teorija kaosa i jezgrena porodica  Arhivirana inačica izvorne stranice od 24. rujna 2015. (Wayback Machine), pristupljeno 12. veljače 2014.
- Prevladati turizam  Arhivirana inačica izvorne stranice od 12. listopada 2013. (Wayback Machine), pristupljeno 12. veljače 2014.
- Urokljivo oko, pristupljeno 12. veljače 2014.
- Imedijatizam  Arhivirana inačica izvorne stranice od 24. rujna 2015. (Wayback Machine), pristupljeno 12. veljače 2014.
- Milenij, pristupljeno 12. veljače 2014.
- Povrede granica, pristupljeno 12. veljače 2014.
- Kritika slušatelja, pristupljeno 12. veljače 2014.
- Informacijski rat, pristupljeno 12. veljače 2014.

## Vanjske poveznice
- Knjige i tekstovi Hakima Beya, pristupljeno 12. veljače 2014. (engl.)
- Hakim Bey, postmoderni "anarhist", kritički osvrt Johna Zerzana, pristupljeno 12. veljače 2014.